# Bryodelphax weglarskae
Bryodelphax weglarskae är en djurart som tillhör fylumet trögkrypare, och som först beskrevs av Giovanni Pilato 1972.  Bryodelphax weglarskae ingår i släktet Bryodelphax och familjen Echiniscidae. Inga underarter finns listade i Catalogue of Life.